# ديلاغ

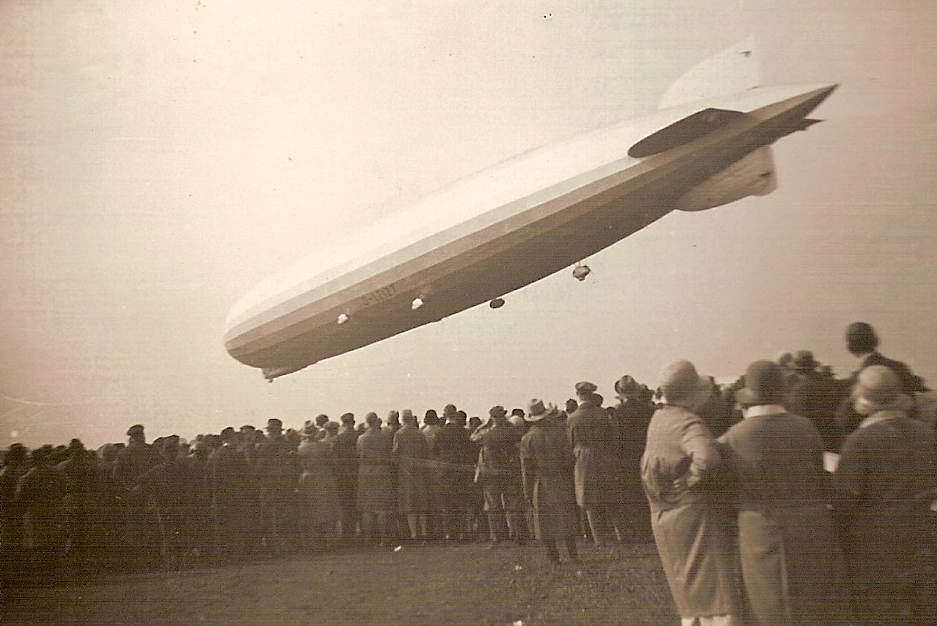
The LZ 127 Graf Zeppelin

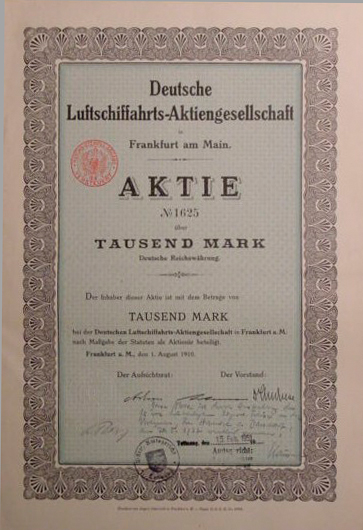
DELAG share certificate, 1910

ديلاغ ، DELAG, اختصار ل Deutsche Luftschiffahrts-آكتينجيسشافت واتي تعني ("شركة السفر بالمنطاد الألمانية")، كانت أول شركة طيران في العالم تستخدم مركبة جوية لخدمة السفر بمقابل. تأسست في 16 نوفمبر 1909 وشغلت منطاد زبلين والمُصنع من قبل شركة لوفتسشيفبا زيبلين. ويقع مقرها الرئيسي في فرانكفورت، ألمانيا.

## روابط خارجية
- السنوات الأولى من الطيران التجاري الألماني
- Airships: A Zeppelin History Site
- Information about DELAG successor Deutsche Zeppelin-Reederei